# Sukarami (Sungai Rotan)
Sukarami is een bestuurslaag in het regentschap Muara Enim van de provincie Zuid-Sumatra, Indonesië. Sukarami telt 2193 inwoners (volkstelling 2010).